# Хлорид свинца(IV)
Хлорид свинца(IV) — бинарное неорганическое соединение, соль металла свинца и соляной кислоты с формулой PbCl4, жёлтая маслянистая жидкость, реагирует с водой. Как и многие другие соединения свинца, весьма токсичен.

## Получение
- Разложение на холоде в концентрированной серной кислоте гексахлоросвинцовой кислоты или её соли:

{\displaystyle {\mathsf {H_{2}[PbCl_{6}]\ {\xrightarrow {0^{o}C}}\ PbCl_{4}+2HCl}}}
{\displaystyle {\mathsf {(NH_{4})_{2}[PbCl_{6}]+H_{2}SO_{4}\ {\xrightarrow {0^{o}C}}\ PbCl_{4}+(NH_{4})_{2}SO_{4}+2HCl}}}
- Действие на холоде хлористого водорода на оксид свинца(IV):

{\displaystyle {\mathsf {PbO_{2}+4HCl\ {\xrightarrow {}}\ PbCl_{4}+2H_{2}O}}}

## Физические свойства
Хлорид свинца(IV) — это жёлтая маслянистая жидкость, реагирует с водой, при 100 °C разлагается со взрывом. На холоде замерзает.

## Химические свойства
- При нагревании разлагается (может со взрывом):

{\displaystyle {\mathsf {PbCl_{4}\ {\xrightarrow {30-100^{o}C}}\ PbCl_{2}+Cl_{2}}}}
- Гидролизуется водой:

{\displaystyle {\mathsf {PbCl_{4}+2H_{2}O\ {\xrightarrow {}}\ PbO_{2}+4HCl}}}
- Растворяется в концентрированной соляной кислоте:

{\displaystyle {\mathsf {PbCl_{4}+2HCl\ {\xrightarrow {}}\ H_{2}[PbCl_{6}]}}}
- Разлагается щелочами:

{\displaystyle {\mathsf {PbCl_{4}+4NaOH\ {\xrightarrow {}}\ PbO_{2}\downarrow +4NaCl+2H_{2}O}}}
{\displaystyle {\mathsf {PbCl_{4}+6NaOH\ {\xrightarrow {}}\ Na_{2}[Pb(OH)_{6}]+4NaCl}}}
- С хлоридами калия и аммония образует гексахлороплюмбаты[2]:

{\displaystyle {\mathsf {PbCl_{4}+2KCl\ \xrightarrow {} \ K_{2}[PbCl_{6}]}}}